# Henryk Derwich
Henryk Derwich (ur. 23 października 1921 w Sulminie, zm. 13 października 1983 w Poznaniu) – polski rysownik i karykaturzysta. 

## Życiorys
Debiutował 16 marca 1946 w „The Go Devil Weekly Pictorial”, amerykańskiej gazecie ukazującej się w strefie okupacyjnej Niemiec. Do Ingolstadt w Bawarii trafił na roboty przymusowe, jako żołnierz kampanii wrześniowej w 1939.
Polski debiut prasowy miał na początku 1947 w „Expressie Wieczornym” w Warszawie. Całe swoje życie związany był z Wielkopolską i Poznaniem. Podczas studiów w Państwowej Wyższej Szkole Sztuk Plastycznych w Poznaniu (które ukończył ze specjalnością architekt wnętrz w 1954) podjął współpracę najpierw z „Głosem Wielkopolskim”, a później z „Expressem Poznańskim”, z którym był związany najdłużej, bo ponad 30 lat. Współtworzył tygodnik satyryczny „Kaktus” (1957–1960) oraz współpracował (od momentu powstania 1 maja 1957) z Telewizją Poznań m.in. w programach „Niedzielna Biesiada” i „Co to jest?”.
Rysował także dla wielu czasopism w kraju (np. „Dziennik Zachodni”) i za granicą („Brnensky Vecernik”). Występował na estradach jako szybko-rysujący (niem. Schnellzeichner) w Polsce (m.in. u boku Violetty Villas, Krzysztofa Komedy Trzcińskiego, Emila Karewicza), Niemczech i Związku Radzieckim, a przez wiele lat także podczas rejsów TSS „Stefan Batory”.
Okazjonalnie parał się także ilustratorstwem (np. powieści w odcinkach Arkadego Fiedlera), scenografią i wielkoformatową grafiką reklamową.
Został pochowany na Cmentarzu Junikowo w Poznaniu w Alei Zasłużonych.

## Życie prywatne
Żona – Stefania Daniela Cholewczyńska-Derwich, artysta plastyk (dyplom PWSSP w 1954), córka – Małgorzata Derwich-Pawela, dziennikarka prasowa i telewizyjna.